# Sacculocornutia flavipalpella
Sacculocornutia flavipalpella är en fjärilsart som beskrevs av Hiroshi Yamanaka 1990. Sacculocornutia flavipalpella ingår i släktet Sacculocornutia och familjen mott. Inga underarter finns listade i Catalogue of Life.